# Weston, Florida
Weston är en stad (city) i Broward County, i delstaten Florida, USA. Enligt United States Census Bureau har staden en folkmängd på 66 544 invånare (2011) och en landarea på 65,2 km².